# Paramaxillaria
Paramaxillaria är ett släkte av fjärilar. Paramaxillaria ingår i familjen mott.
Kladogram enligt Catalogue of Life:
| Paramaxillaria | \| \| Paramaxillaria amatrix \| \| \| \| \| \| Paramaxillaria diaconopa \| \| \| \| \| \| Paramaxillaria meretrix \| \| \| \| \| \| Paramaxillaria trifracta \| \| \| \| |
|                | \| \| Paramaxillaria amatrix \| \| \| \| \| \| Paramaxillaria diaconopa \| \| \| \| \| \| Paramaxillaria meretrix \| \| \| \| \| \| Paramaxillaria trifracta \| \| \| \| |
|                | Paramaxillaria amatrix |
|                | |
|                | Paramaxillaria diaconopa |
|                | |
|                | Paramaxillaria meretrix |
|                | |
|                | Paramaxillaria trifracta |
|                | |